# Tuzik
Tuzik är en ort i Mexiko.   Den ligger i kommunen Espita och delstaten Yucatán, i den östra delen av landet, 1 100 km öster om huvudstaden Mexico City. Tuzik ligger 17 meter över havet och antalet invånare är 380.
Terrängen runt Tuzik är mycket platt. Runt Tuzik är det ganska glesbefolkat, med 24 invånare per kvadratkilometer. Närmaste större samhälle är Sucilá, 17,0 km öster om Tuzik. I omgivningarna runt Tuzik växer i huvudsak lövfällande lövskog.